# Jastrzębie Wrótka
Jastrzębie Wrótka (słow. Jastrabie vrátka, Sklenená štrbina, Sklenená štrbina pod Hrbom) – płytka przełęcz w środkowym fragmencie Jastrzębiej Grani w słowackiej części Tatr Wysokich. Na zachodzie graniczy z Jastrzębią Czubką we wschodniej grani Skrajnego Jastrzębiego Kopiniaka, zaś na wschodzie – z Jastrzębim Kopiniaczkiem. Siodło jest położone tuż obok tego ostatniego wzniesienia.
Stoki północne opadają z przełęczy do Doliny Jagnięcej, południowe – do Doliny Jastrzębiej. Ściana południowa jest przecięta środkowym fragmentem Kopiniaczkowej Drabiny. W jej dolnej części znajdują się dwa długie kominy. Oba w górze przechodzą w wybitne depresje. Lewa depresja dochodzi prosto do przełęczy, natomiast prawa kieruje się w stronę wierzchołka Jastrzębiego Kopiniaczka.
Na Jastrzębie Wrótka, podobnie jak na inne obiekty w Jastrzębiej Grani, nie prowadzą żadne znakowane szlaki turystyczne. Najdogodniejsze drogi dla taterników wiodą na siodło granią z sąsiednich obiektów. Drogi poprowadzone ścianą południową są co najmniej nadzwyczaj trudne (V+ w skali UIAA).
Pierwsze wejścia:
- letnie prawdopodobne – Gyula Fehér, Ede Hruby i Jenő Serényi, 16 lipca 1905 r.,
- zimowe prawdopodobne – Andor Biber, Hugó Kierer, János Szabó i Géza Virág, 26 grudnia 1910 r.,
- zimowe pewne – Jadwiga Honowska, Zofia Krókowska i Jan Alfred Szczepański, 5 kwietnia 1928 r.[2]

Spotykane są niekiedy błędne nazwy przełęczy: Skrajna Jastrzębia Szczerbina, Wyżnia Jastrzębia Przełączka, Szklana Szczerbina.